# Micah Sanders
Micah Sanders egy kitalált szereplő a Hősök (Heroes) című televíziósorozatban, akit Noah Gray-Cabey alakít. Micah Niki Sanders és D.L. Hawkins fia és a történet kezdetén Las Vegasban él anyjával. A tízéves csodagyerek már otthonosan mozog az elektronika és néhány más tudományág területén.
|  | Alább a cselekmény részletei következnek! |

Micah először a 7., „Nincs rejtegetnivaló” című epizódban használja képességét, de lehetséges, hogy már korábban is tisztában volt meglétével. Elektronikus eszközökkel tud kommunikálni, továbbá befolyásolni, kijavítani őket. Képességének első megnyilvánulása, amikor egy működésképtelen utcai telefonnal hívja fel anyját, Nikit.
Miután anyja meghalt egy robbanásban, Micah távolabbi rokonánál maradt. A 4. könyvben azonban ismét feltűnik rejtélyes módon. Különböző üzeneteket küld embereknek, kérve-irányítva őket. Tájékoztatja őket arról, hogy milyen feladat vár rájuk, kit kell megmenteniük, hová kell utazniuk. A kérdés azonban, hogy ő erről honnan tud, hogy minek mi a teendője? Álnevet használ a kommunikációja során, magát "Lázadónak" (Rebel) nevezve.